# Непентес
Непентес (Nepenthes L.) — рід хижих рослин із родини непентесових (Nepenthaceae), які характеризуються утворенням заповнених травними соками специфічних глечиків-пасток на кінцях листків. Загалом налічується 120–130 видів Непентесів, поширених на території Південно-Східної Азії, західної Океанії, північної Австралії та на Мадагаскарі. Непентеси пасивно полюють на комах, павуків, дрібних ссавців. Види роду мають тісні симбіотичні взаємини з окремими видами термітів, мурашок та ссавців. З Непентесами асоційована особлива фауна непентобіонтів — видоспецифічна для рослин група тварин, які заселяють її глеки та листя, бувши винятково коменсалами.

## Морфологічна характеристика
Види Nepenthes зазвичай складаються з неглибокої кореневої системи та лежачого чи виткого стебла, часто кілька метрів завдовжки (окремі види до 15 метрів або й більше) і зазвичай 1 см або менше в діаметрі, хоча воно може бути товщим у деяких видів (наприклад, N. bicalcarata, до 3.5 см у діаметрі). На стеблах виникають чергові мечоподібні листки з цілісними краями. Розширення середньої жилки (вусика), яке у деяких видів допомагає лазити, виступає з кінчика листа; на кінці вусика утворюється глечик. Глечик починається як маленький бутон і поступово розширюється, утворюючи пастку у формі кулі або труби.
Пастка містить рідину власного виробництва рослини, яка може бути водянистою чи більш в’язкою, і використовується для втоплення здобичі. Ця рідина містить в’язкопружні біополімери, які можуть мати вирішальне значення для утримання комах у пастках багатьох видів. В’язкопружна рідина в глечиках особливо ефективна для утримання крилатих комах. Ефективність уловлювання цієї рідини залишається високою, навіть якщо її значно розбавити водою, як це неминуче відбувається у вологих умовах. Нижня частина пастки містить залози, які поглинають поживні речовини зі спійманої здобичі. Уздовж верхньої внутрішньої частини пастки є гладке воскове покриття, яке робить втечу здобичі майже неможливою. Навколо входу в пастку розташована структура, яка називається перистомою («губа»), яка слизька і часто досить різнобарвна, приваблює здобич, але пропонує невпевнену опору. Види Nepenthes зазвичай утворюють два типи глечиків, відомих як диморфізм листя. Біля основи рослини розташовані великі нижні пастки, які зазвичай сидять на землі. Верхні або повітряні глечики зазвичай менші, по-різному забарвлені та мають відмінні риси від нижніх. Ці верхні глечики зазвичай утворюються, коли рослина досягає зрілості і росте вище. У деяких видів (наприклад, N. rafflesiana) різну здобич можуть залучати два типи глечиків. Ця різноманітна морфологія також часто ускладнює ідентифікацію видів.
Здобич зазвичай складається з комах, але найбільші види (наприклад, N. rajah і N. rafflesiana) іноді можуть ловити дрібних хребетних, таких як «жаби, птахи та дрібні ссавці». Квітки в суцвіттях або рідше в волотях з чоловічими і жіночими квітками на окремих рослинах. Три види мають симбіотичні стосунки з землерийками, які їдять нектар, що виробляється рослиною, і випорожнюються в глечики, забезпечуючи цінні поживні речовини.
Непентес запилюється комахами, передусім це мухи (включаючи мокриць, мошок і комарів), міль, оси та метелики. Їх запах може варіюватися від солодкого до затхлого або грибного.
Рід цитологічно диплоїдний, усі досліджені види мають число хромосом 2n=80. Вважається, що це високе число відображає палеополіплоїдію (ймовірно, 8x або 16x).

## Культивування

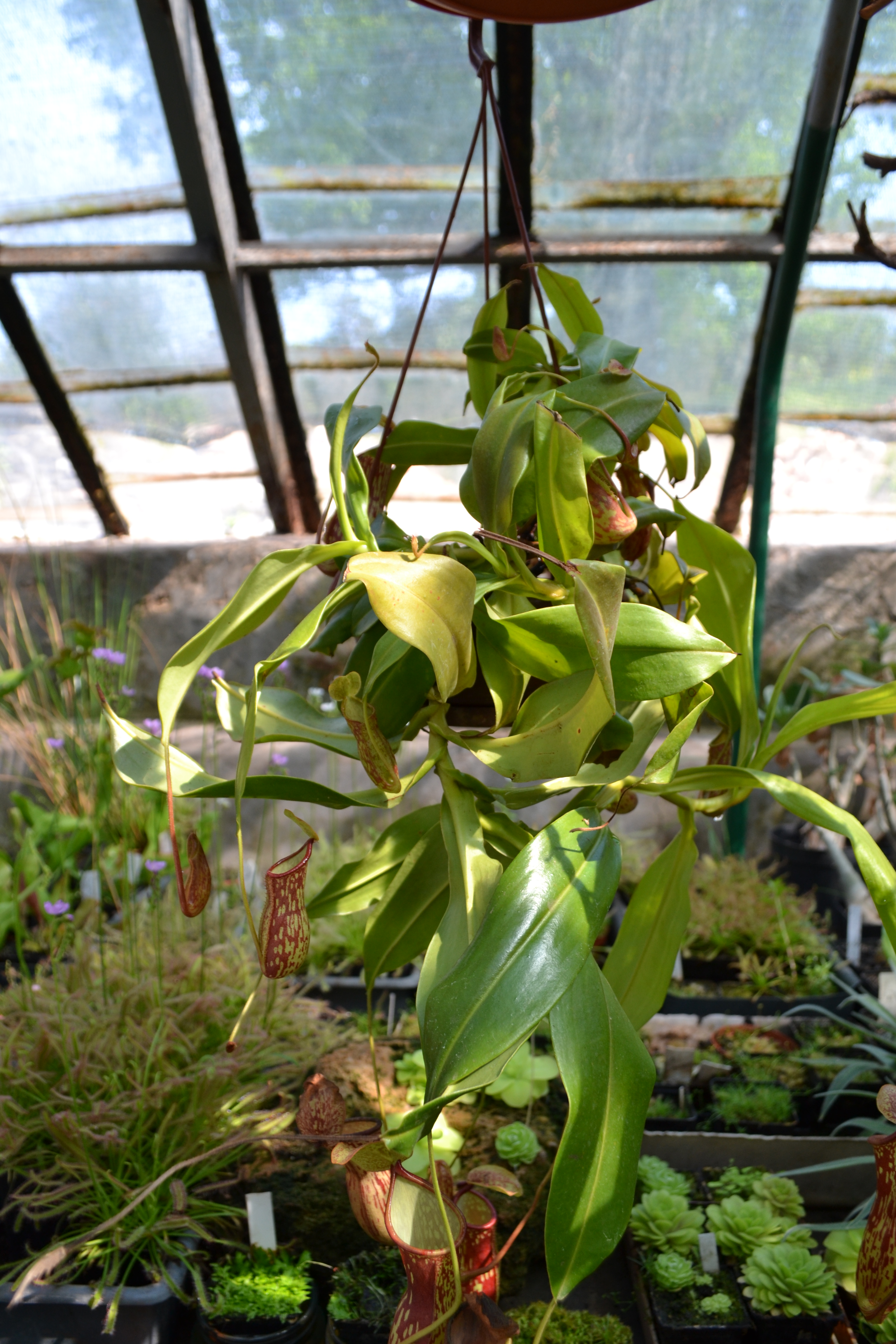
Непентес в оранжереї Харківського ботанічного саду ХНУ

Непентес можна вирощувати в теплицях. Більш легкі види включають N. alata, N. ventricosa, N. khasiana, N. sanguinea. Ці чотири види є високогірними (N. alata має як низинні, так і високогірні форми), деякі види легких низин — N. rafflesiana, N. bicalcarata, N. mirabilis, N. hirsuta. Обидві форми найкраще реагують на дощову воду, яскраве світло, добре дреноване середовище, хороша циркуляція повітря та відносно висока вологість, хоча легші види, такі як N. alata, можуть адаптуватися до середовищ із меншою вологістю. Високогірні види повинні мати нічне охолодження, щоб процвітати в довгостроковій перспективі. Хімічні добрива краще використовувати малої міцності. Час від часу годування замороженими (розмороженими перед використанням) цвіркунами може бути корисним.
Рослини можна розмножувати насінням, живцями та культурою тканин. Насіння зазвичай висівають на вологий подрібнений сфагновий мох або на стерильні культуральні середовища рослинної тканини після їх належної дезінфекції. Насіння зазвичай стає нежиттєздатним незабаром після збирання, тому насіння зазвичай не є кращим способом розмноження. Укорінювати живці можна у вологому сфагновому моху в поліетиленовому пакеті або ємності з високою вологістю і помірним освітленням. Вони можуть почати вкорінюватися через один-два місяці та почати формувати глечики приблизно через шість місяців. Зараз культура тканин використовується в комерційних цілях і допомагає скоротити збір диких рослин, а також робить багато рідкісних видів доступними для любителів за розумними цінами. Види Nepenthes вважаються зникаючими або такими, що перебувають під загрозою зникнення, і всі вони внесені до Додатку II CITES, за винятком N. rajah і N. khasiana, які перераховані в Додатку I CITES.

## Види
- Nepenthes adnata
- Nepenthes adrianii
- Nepenthes alata
- Nepenthes albomarginata
- Nepenthes ampullaria
- Nepenthes anamensis
- Nepenthes angasanensis
- Nepenthes argentii
- Nepenthes aristolochioides
- Nepenthes attenboroughii
- Nepenthes beccariana
- Nepenthes bellii
- Nepenthes benstonei
- Nepenthes bicalcarata
- Nepenthes bongso
- Nepenthes boschiana
- Nepenthes burbidgeae
- Nepenthes burkei
- Nepenthes cabanae
- Nepenthes calcicola
- Nepenthes campanulata
- Nepenthes carunculata
- Nepenthes clipeata
- Nepenthes danseri
- Nepenthes deaniana
- Nepenthes densiflora
- Nepenthes diabolica
- Nepenthes diatas
- Nepenthes distillatoria
- Nepenthes dubia
- Nepenthes edwardsiana
- Nepenthes ephippiata
- Nepenthes eustachya
- Nepenthes eymae
- Nepenthes faizaliana
- Nepenthes fractiflexa
- Nepenthes fusca
- Nepenthes glabrata
- Nepenthes glandulifera
- Nepenthes globosa
- Nepenthes gracilis
- Nepenthes gracillima
- Nepenthes gymnamphora
- Nepenthes hamata
- Nepenthes hemsleyana
- Nepenthes hirsuta
- Nepenthes hispida
- Nepenthes hurrelliana
- Nepenthes inermis
- Nepenthes insignis
- Nepenthes izumiae
- Nepenthes jacquelineae
- Nepenthes junghuhnii
- Nepenthes khasiana
- Nepenthes klossii
- Nepenthes lamii
- Nepenthes lavicola
- Nepenthes longifolia
- Nepenthes lowii
- Nepenthes macfarlanei
- Nepenthes macrophylla
- Nepenthes macrovulgaris
- Nepenthes madagascariensis
- Nepenthes mapuluensis
- Nepenthes masoalensis
- Nepenthes maxima
- Nepenthes merrilliana
- Nepenthes mikei
- Nepenthes mindanaoensis
- Nepenthes mira
- Nepenthes miranda
- Nepenthes mirabilis
- Nepenthes mollis
- Nepenthes muluensis
- Nepenthes murudensis
- Nepenthes neoguineensis
- Nepenthes northiana
- Nepenthes ovata
- Nepenthes paniculata
- Nepenthes papuana
- Nepenthes pervillei
- Nepenthes petiolata
- Nepenthes pectinata
- Nepenthes philippinensis
- Nepenthes pilosa
- Nepenthes platychila
- Nepenthes pudica
- Nepenthes putaiguneung
- Nepenthes ramispina
- Nepenthes rafflesiana
- Nepenthes rajah
- Nepenthes reinwardtiana
- Nepenthes rhombicaulis
- Nepenthes rigidifolia (syn. N. aptera)
- Nepenthes rowanae
- Nepenthes sanguinea
- Nepenthes saranganiensis
- Nepenthes sibuyanensis
- Nepenthes singalana
- Nepenthes smilesii
- Nepenthes spathulata
- Nepenthes spectabilis
- Nepenthes stenophylla
- Nepenthes sumatrana
- Nepenthes talangensis
- Nepenthes tentaculata
- Nepenthes tenuis
- Nepenthes thorelii
- Nepenthes tobaica
- Nepenthes tomoriana
- Nepenthes treubiana
- Nepenthes truncata
- Nepenthes veitchii
- Nepenthes ventrata
- Nepenthes ventricosa
- Nepenthes vieillardii
- Nepenthes villosa
- Nepenthes vogelii
- Nepenthes xiphioides